# 6281 Стрнад
6281 Стрнад (6281 Strnad) — астероїд головного поясу, відкритий 16 вересня 1980 року.
Тіссеранів параметр щодо Юпітера — 3,365.
Названо на честь чеського астронома, ректора Карлова університету Антоніна Стрнада, (1746–1799).